# Североевропейская гипотеза

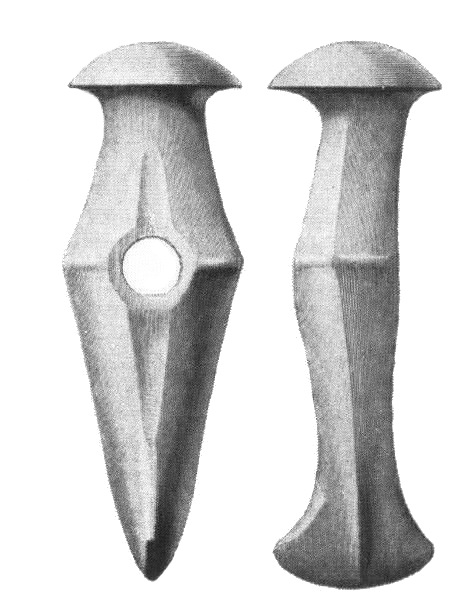
Неолитический каменный топор из Швеции, культура воронковидных кубков

Североевропейская гипотеза, нордическая гипотеза — устаревшая лингвистическая и археологическая гипотеза, согласно которой исконная прародина (Urheimat) индоевропейских языков и индоевропейских народов (вариант: «индогерманцев») была расположена в Северной Европе — в южной Скандинавии или на Северо-Германской равнине (нордическая прародина). Гипотеза привела к ассоциации «протоиндоевропейцев» с воображаемой биологической категорией: «высокой, светлокожей, светловолосой и голубоглазой нордической расой», часто называемой «арийской». Гипотеза была выдвинута Карлом Пенкой, Германом Хиртом, Густафом Косинной и др. В конце XIX века и начале XX века имела некоторый успех, став популярной в этнонационалистических кругах, в том числе в идеологии национал-социализма. Позднее большинство учёных отвергли эту гипотезу как устаревшую, поскольку её аргументы были опровергнуты новыми исследованиями. В настоящее время в науке рассматриваются несколько гипотез о прародине индоевропейцев.
За языком исследователи XIX века, следуя Иоганну Гердеру, усматривали культуру, народ и «расу» (последнее — вопреки Гердеру, который отвергал деление человечества на отдельные расы). Лингвистические реконструкции применялись с целью изучения древних народов, их культуры, истории, философии, религии и общественной организации.
Согласно немецкому социодарвинисту Карлу Пенке, который первым предложил гипотезу нордической прародины в 1883 году, первоначальные индоевропейцы должны были быть оседлыми земледельцами, выходцами с севера, из Скандинавии, сформировавшимися без внешнего вмешательства со времён палеолита. Пенка утверждал, что Скандинавия является прародиной «чистых арийцев», к числу которых он относил северных немцев и скандинавов. Ещё в 1877 году Пенка заявлял, что индоевропейцы «всегда были победителями и никогда — побеждёнными». Вслед за ним британские исследователи Дж. Рис и Дж. Рендолл предполагали местонахождение прародины «арийцев» либо в Балтийском или в целом в Арктическом регионе.
Наличие термина, обозначающего медь (*ayes) в реконструированном протоиндоевропейском словаре, ограничило прародину (Urheimat) культурами позднего неолита или энеолита. Аргументы в пользу северного местоположения, среди прочего, включают слова бук (bhāghos) и море (*mori).
Другие авторы, включая Густафа Косинну, конкретно отождествляли с протоиндоевропейцами культуру шнуровой керамики около 2900—2300 годов до н. э., в то время известная как культура боевых топоров, нем. Streitaxtkultur и датируемая около 2000 годом до н. э. Идея немецкого происхождения «арийцев» была широко распространена как в интеллектуальной, так и в популярной культуре начала XX века.
Карл-Хайнц Бетхер считал, что самый первый период формирования будущих протоиндоевропейских народов начался в позднем палеолите, когда глобальное потепление, последовавшее за Вюрмским оледенением, позволило охотникам-собирателям, поселившимся в ледниковых убежищах, вновь заселить Северную Европу, теперь свободную от льдов. Они породили археологические культуры, такие как гамбургская и Федермессер. В этих районах севера распространены бореальные явления, по мнению Бетхера, описанные в некоторых индоевропейских мифах. Эти группы охотников и рыболовов составили основу следующей культуры Маглемозе (приблизительно 9000—6500 лет до н. э.). Подъём уровня моря в северной Европе вызвал затопление части территорий, занятых культурой Маглемозе (Доггерленд), и вытеснил их на юг. Наследники этой культуры сформировали культуры Эртебёлле и Эллербек. Бетхер сравнивает их деятельность с деятельностью викингов последующего времени, описывая их как развивающееся воинское сообщество, которое занималось торговлей и пиратством, поднимаясь вверх по рекам, совершая набеги на земли, занятые дунайскими земледельцами южных равнин, покоряя их и возглавляя их социумы.
Слияние этих двух культур привело к возникновению так называемой культуры воронковидных кубков (4200—2600 года до н. э.), распространённой от Нидерландов до северо-западной Украины, которая должна была стать первоначальной средой обитания первых индоевропейцев. По мнению Жана Одри, «культура воронкообразных кубков неолита хорошо согласуется с традиционным образом индоевропейских народов, подтвержденным лингвистическими исследованиями: в этой культуре одновременно присутствуют разведение и выращивание растений, лошадь, повозка и боевой топор, укрепления, а также признаки иерархически организованного общества». Согласно Бетхеру, первая индоевропейская культура представляла собой синтез культуры Эртебёлле и последних стадий культуры линейной керамики.
Более поздние культуры, такие как культура шаровидных амфор и культура шнуровой керамики, рассматриваются в рамках гипотезы как результат экспансии индоевропейцев (или индогерманцев, согласно этой гипотезе) с их первоначальной прародины на Северо-Европейской равнине юго-восток (среднеднепровская, фатьяновская, кобанская) культуры). Согласно гипотезе, миграции нордического населения шли также в Западную и Южную Европу, Анатолию (Троя) между бронзовым веком и железным веком.
Историк и археолог Л. С. Клейн, вслед за рядом немецких и скандинавских авторов предполагает местонахождение прародины индоевропейцев в северной части Центральной Европы и объясняет индоевропейский феномен переходом к подвижному скотоводству, отвергая при этом понятие «арийцев» и любые другие раситские коннотации. Этот подход к локализации прародины разделяет его ученик А. М. Буровский. Лингвист В. А. Дыбо поддержал гипотезу северо-западного центра.
В настоящее время большинством учёных североевропейская гипотеза рассматривается как устаревшая. Приоритет отдаётся более обоснованным концепциям, включая распространённую курганную гипотезу. Джеймс Мэллори отмечает: «Курганное решение привлекательно и было принято многими археологами и лингвистами частично или полностью. Это решение отражено в „Британской энциклопедии“ и „Большом энциклопедическом словаре Ларусса“». Филипп Стражны писал о курганной гипотезе: «Наиболее популярное предложение — это понтийские степи».